# Месяц, Валентин Карпович
Валентин Карпович Месяц (1 мая 1928 — 1 августа 2019) — советский государственный и партийный деятель. Член ЦК КПСС в 1971—1990, министр сельского хозяйства СССР в 1976—1985, первый секретарь Московского обкома КПСС в 1985—1990. Депутат Совета Союза Верховного Совета СССР в 1974—1989 от Кокчетавской области. 

## Биография
Русский.
- 1946 — курсант Ленинградского училища военных сообщений имени М. В. Фрунзе.
- 1946—1947 — комсорг школы ФЗО шахты «Чёрная гора» Кемеровской области.
- 1947—1948 — заведующий отделом Прокопьевского горкома ВЛКСМ (Кемеровская область).
- 1948—1949 — студент Душанбинской сельскохозяйственной академии.
- 1949—1953 — студент  Московской сельскохозяйственной академии.
- 1953 — окончил Московскую сельскохозяйственную академию имени К. А. Тимирязева.
- 1953—1958 — главный агроном, директор МТС (Московская область).
- 1958—1959 — председатель Чеховского райисполкома.
- 1959—1961 — первый секретарь Волоколамского райкома КПСС.
- 1961 — начальник Московского областного управления совхозов.
- 1961—1962 — заведующий сельскохозяйственным отделом Московского обкома КПСС.
- 1962—1963 — первый заместитель председателя Московского облисполкома.
- 1963—1964 — второй секретарь Московского сельского обкома КПСС.
- 1964—1965 — секретарь Московского обкома КПСС.
- 1965—1971 — первый заместитель министра сельского хозяйства РСФСР.
- 1971—1976 — второй секретарь ЦК Компартии Казахстана.
- 1976—1985 — министр сельского хозяйства СССР[4].
- 1989 — главный редактор Сельскохозяйственного энциклопедического словаря.
- 1985—1990 — первый секретарь Московского обкома КПСС.
- С декабря 1990 года — персональный пенсионер союзного значения.
- Весной 1989 года избран народным депутатом СССР  от Ступинского территориального избирательного округа № 43 Московской области[5].
- Скончался утром 1 августа 2019 года в возрасте 91 года[6].
- Похоронен на Троекуровском кладбище[7].

## Семья
- Жена — Ирина Ивановна Месяц (1930), 3 дочери — Наталья (1955), Елена (1957—2012) и Лариса (1964).
- Братья и сёстры: Мария, Анна, Наталья, младший брат Анатолий.
- Внук — Кирилл Месяц (1978).
- Внучка — Екатерина Морозова (1982).

Двоюродный брат — Геннадий Андреевич Месяц, вице-президент РАН в 1987—2013 годах.

## Награды и звания
- орден «За заслуги перед Отечеством» IV степени (24 апреля 2008) — за большой вклад в развитие сельскохозяйственного производства и многолетнюю добросовестную работу [9]
- пять орденов Ленина (в том числе 29.04.1988)[10]
- орден Октябрьской Революции
- орден Отечественной войны I степени
- орден Трудового Красного Знамени
- Почётная грамота Правительства Российской Федерации (14 мая 1998) — за большой личный вклад в развитие сельского хозяйства России и в связи с 70-летием со дня рождения
- Медаль «За труды по сельскому хозяйству» (2004)
- Медаль «За трудовую доблесть» (1957)
- Юбилейная медаль «За доблестный труд (За воинскую доблесть). В ознаменование 100-летия со дня рождения Владимира Ильича Ленина» (1970)
- Юбилейная медаль «Двадцать лет Победы в Великой Отечественной войне 1941—1945 гг.»
- Медаль «Ветеран труда»
- Почётный гражданин Московской области (28 апреля 2003)[11]

## Сочинения
- Месяц В. К. Минувшее забыть нельзя: воспоминания. — М.: Национальный институт бизнеса, 2007. — 307 с. — ISBN 978-5-8309-0233-5.